# Eindhoven Team Time Trial 2005
L'Eindhoven Team Time Trial 2005, prima edizione della corsa, valevole come sedicesimo evento del circuito UCI ProTour, si disputò il 19 giugno 2005 e fu vinto dalla Gerolsteiner con il tempo di 53'35".

## Classifica (Top 10)
| Pos. | Squadra                          | Tempo   |
| ---- | -------------------------------- | ------- |
| 1    | Gerolsteiner                     | 53'35"  |
| 2    | Phonak Hearing Systems           | a 3"    |
| 3    | Team CSC                         | a 24"   |
| 4    | Rabobank                         | a 51"   |
| 5    | Discovery Channel                | a 54"   |
| 6    | Davitamon-Lotto                  | a 1'20" |
| 7    | Domina Vacanze                   | a 1'25" |
| 8    | Illes Balears-Caisse d'Epargne   | a 1'40" |
| 9    | Crédit Agricole                  | a 1'42" |
| 10   | Cofidis, le Crédit par Téléphone | a 1'46" |